# Atelidea spinosa
Atelidea spinosa is een spinnensoort in de familie van de strekspinnen. De wetenschappelijke naam van de soort werd voor het eerst geldig gepubliceerd in 1895 door Simon.